# Amakusanthura tengo
Amakusanthura tengo är en kräftdjursart som beskrevs av Müller 1992. Amakusanthura tengo ingår i släktet Amakusanthura och familjen Anthuridae. Inga underarter finns listade i Catalogue of Life.